# Semiothisa formosa
Semiothisa formosa är en fjärilsart som beskrevs av W. Warren 1904. Semiothisa formosa ingår i släktet Semiothisa och familjen mätare. Inga underarter finns listade i Catalogue of Life.